# 廣州紀錄報
《廣州紀錄報》（Canton Register），又譯《廣東紀錄報》、《廣東紀事報》，1827年（道光七年）11月8日於廣州創辦，是中國第一份英文報紙。1839年遷澳門，改名《澳門雜錄》; 1843年遷香港，改名《香港紀錄報》。約於1863年停刊。

## 歷史
《廣州紀錄報》於1827年11月8日由英國人詹姆士·馬地臣與其侄兒亞歷山大·馬地臣創刊，早期稱為《廣州紀錄與行情報》。
先為兩週刊，後改為週刊， 逢星期一出版。新聞報導限於遠東及廣東，尤其著重報導廣州商情。1833 年開始出商情附刊《廣州市價表》，1835年開始接受華人訂戶。 1839  年廣州禁煙後，英國商務監督義律拒絕繳煙，下令所有英商撤離廣州，該報遷澳門出版。
1843年再遷至香港，改名為《香港紀錄報》，由怡和洋行發行。1849年，財產權轉給史屈前，1859年將報社售給菲利浦，次年收回，1861年再將報社賣給李威。
除了原報以外，還出有行情報、物價報等多種刊物，更印有海外版。《香港紀錄報》的立場為反對清朝政府，支持港英政府。